# Provincias de Argentina
En la Argentina se denomina provincia a cada uno de los veintitrés estados federados denominados así en la Constitución de la Nación Argentina, que junto a la Ciudad Autónoma de Buenos Aires constituyen las jurisdicciones-divisiones territoriales de primer orden del país. 
Las provincias tienen autonomía plena, forman parte de la Nación y son jurídicamente preexistentes a ella, según los principios del federalismo establecidos en la Constitución Nacional. Jurídicamente la Argentina se constituyó como una federación de provincias y mantiene por mandato constitucional los nombres históricos de Provincias Unidas del Río de la Plata y Confederación Argentina, además de República Argentina (el único usual).

## Introducción
Las provincias argentinas se autogobiernan, redactan sus propias constituciones y tienen poderes ejecutivo, legislativo y judicial propios, incluyendo sus propias fuerzas de seguridad. Catorce de ellas son históricamente anteriores a la organización constitucional establecida en 1853/1860. Todas son jurídicamente preexistentes a la Nación y conservan de manera exclusiva todos los poderes no delegados expresamente a la Nación en la Constitución Nacional.
Las provincias dividen su territorio en «departamentos» y estos a su vez se componen de municipios o comunas, con la excepción de la provincia de Buenos Aires que solo lo hace en municipios denominados «partidos». Los departamentos, en general, no cuentan con funciones administrativas, aunque en las provincias de Mendoza, San Juan y La Rioja cada departamento es un municipio. En algunas provincias los departamentos son utilizados como distritos electorales para determinar representantes a las legislaturas provinciales y sirven como unidades de descentralización de diversos órganos provinciales como la policía y el Poder Judicial (véase autarquía).
La Constitución nacional de 1994 reconoció la autonomía municipal, pero dio potestad a las provincias para reglar su alcance y contenido, por lo que existen municipios autónomos con potestad para sancionar cartas orgánicas municipales y otros que no pueden hacerlo. También existen provincias que no han actualizado sus constituciones para reconocer la autonomía de sus municipios. Hasta diciembre de 2019, 176 municipios, haciendo uso de su autonomía institucional, habían dictado su propia carta orgánica. Las provincias cuentan con gobiernos locales y dentro de cada régimen suelen encontrarse tipificaciones de municipios, hay casos de unidades administrativas similares a los municipios ―en general, localidades con escasa población― pero que no cuentan con autonomía y sus gobernantes suelen ser delegados del gobernador.
Las provincias argentinas se comenzaron a configurar antes de la Revolución de Mayo de 1810, y fueron definiendo sus fronteras mediante pactos interprovinciales «preexistentes» a la Constitución de 1853. En 1853, trece provincias (Catamarca, Córdoba, Corrientes, Entre Ríos, Jujuy, La Rioja, Mendoza, Salta, San Juan, San Luis, Santa Fe, Santiago del Estero y Tucumán) se reunieron en un congreso en la ciudad de Santa Fe para constituir la República Argentina. En 1860 se reintegró la provincia de Buenos Aires. Con posterioridad, el Congreso nacional creó nueve provincias nuevas: Presidente Perón (Chaco) y Eva Perón (La Pampa) en 1951, renombradas en 1955; Misiones en 1953; Chubut, Formosa, Neuquén, Río Negro y Santa Cruz en 1955; y, por último, Tierra del Fuego, Antártida e Islas del Atlántico Sur, en 1991. En 2025 existen 23 provincias.
La Ciudad Autónoma de Buenos Aires (CABA) no es una provincia ni pertenece a alguna de ellas. Perteneció hasta 1880 a la provincia de Buenos Aires, año en que fue federalizada (nacionalizada) para servir de capital federal. Posee un régimen de «gobierno autónomo» con facultades propias legislativas y jurisdiccionales, de rango constitucional. CABA es, junto a las 23 provincias, una de las 24 jurisdicciones de primer orden o «estados autogobernados» que conforman el país.

## Listado
La siguiente tabla muestra la abreviaturas IATA (abrev. IATA) e ISO, la población (pobl.), superficie (sup.), densidad de población (dens. de pobl.) y otros datos.
| Provincia                                                          | Bandera              | Abrev. IATA | Pobl. (censo 2022) | Pobl. (censo 2022) | Sup. (km²) | Sup. (km²) | Dens. de pobl. (hab/km²) | Capital                             | Declaración de autonomía |
| Provincia                                                          | Bandera              | Abrev. IATA | Absoluta           | Porcentual         | Sup. (km²) | Sup. (km²) | Dens. de pobl. (hab/km²) | Capital                             | Declaración de autonomía |
| Provincia                                                          | Bandera              | Abrev. IATA | Absoluta           | Porcentual         | Absolutos  | Porcentual | Dens. de pobl. (hab/km²) | Capital                             | Declaración de autonomía |
| ------------------------------------------------------------------ | -------------------- | ----------- | ------------------ | ------------------ | ---------- | ---------- | ------------------------ | ----------------------------------- | ------------------------ |
| Provincia de Buenos Aires                                          |                      | BA          | 17 523 996         | 41 %               | 307 571    | 11 %       | 57.3                     | La Plata                            | 11 de febrero de 1820    |
| Provincia de Catamarca                                             | Bandera de Catamarca | CA          | 429 562            | 1 %                | 102 602    | 4 %        | 4.2                      | San Fernando del Valle de Catamarca | 25 de agosto de 1821     |
| Provincia del Chaco                                                | Bandera de Chaco     | CH          | 1 129 606          | 3 %                | 99 633     | 4 %        | 11.3                     | Resistencia                         | 8 de agosto de 1951      |
| Provincia del Chubut                                               |                      | CT          | 592 621            | 1 %                | 224 686    | 8 %        | 2.6                      | Rawson                              | 15 de junio de 1955      |
| Provincia de Córdoba                                               | Bandera de Córdoba   | CB          | 3 840 905          | 9 %                | 165 321    | 6 %        | 23.3                     | Córdoba                             | 5 de enero de 1820       |
| Provincia de Corrientes                                            |                      | CR          | 1 212 696          | 3 %                | 88 199     | 3 %        | 13.6                     | Corrientes                          | 20 de abril de 1814      |
| Provincia de Entre Ríos                                            |                      | ER          | 1 425 578          | 3 %                | 78 781     | 3 %        | 18.2                     | Paraná                              | 23 de abril de 1814      |
| Provincia de Formosa                                               |                      | FO          | 607 419            | 1 %                | 72 066     | 3 %        | 8.0                      | Formosa                             | 15 de junio de 1955      |
| Provincia de Jujuy                                                 |                      | JY          | 811 611            | 2 %                | 53 219     | 2 %        | 15.2                     | San Salvador de Jujuy               | 17 de diciembre de 1836  |
| Provincia de La Pampa                                              |                      | LP          | 361 859            | 1 %                | 143 440    | 5 %        | 2.5                      | Santa Rosa                          | 8 de agosto de 1951      |
| Provincia de La Rioja                                              |                      | LR          | 383 865            | 1 %                | 89 680     | 3 %        | 4.2                      | La Rioja                            | 1 de marzo de 1820       |
| Provincia de Mendoza                                               |                      | MZ          | 2 043 540          | 5 %                | 148 827    | 5 %        | 13.7                     | Mendoza                             | 1 de marzo de 1820       |
| Provincia de Misiones                                              |                      | MI          | 1 278 873          | 3 %                | 29 801     | 1 %        | 42.8                     | Posadas                             | 10 de diciembre de 1953  |
| Provincia del Neuquén                                              |                      | NQ          | 710 814            | 2 %                | 94 078     | 3 %        | 7.5                      | Neuquén                             | 15 de junio de 1955      |
| Provincia de Río Negro                                             |                      | RN          | 750 768            | 2 %                | 203 013    | 7%         | 3.7                      | Viedma                              | 15 de junio de 1955      |
| Provincia de Salta                                                 |                      | SA          | 1 441 351          | 3 %                | 155 488    | 6 %        | 9.3                      | Salta                               | 17 de diciembre de 1836  |
| Provincia de San Juan                                              |                      | SJ          | 822 853            | 2 %                | 89 651     | 3 %        | 9.3                      | San Juan                            | 1 de marzo de 1820       |
| Provincia de San Luis                                              |                      | SL          | 542 069            | 1 %                | 76 748     | 3 %        | 7.2                      | San Luis                            | 1 de marzo de 1820       |
| Provincia de Santa Cruz                                            |                      | SC          | 337 226            | 1 %                | 243 943    | 9 %        | 1.4                      | Río Gallegos                        | 22 de noviembre de 1956  |
| Provincia de Santa Fe                                              |                      | SF          | 3 544 908          | 8 %                | 133 007    | 5 %        | 26.6                     | Santa Fe                            | 10 de mayo de 1816       |
| Provincia de Santiago del Estero                                   |                      | SE          | 1 060 906          | 2 %                | 136 351    | 5 %        | 7.7                      | Santiago del Estero                 | 27 de abril de 1820      |
| Provincia de Tierra del Fuego, Antártida e Islas del Atlántico Sur |                      | TF          | 185 732            | 0 %                | 21 571     | 1 %        | 0.2                      | Ushuaia                             | 26 de abril de 1990      |
| Provincia de Tucumán                                               | Bandera de Tucumán   | TU          | 1 731 820          | 4 %                | 22 524     | 1 %        | 76.7                     | San Miguel de Tucumán               | 25 de noviembre de 1825  |
| Antiguas provincias de la Argentina (Provincias Unidas)            |                      |             |                    |                    |            |            |                          |                                     |                          |
| Provincia Oriental                                                 | Bandera de Uruguay   | -           | N/D                | -                  | 285 086    | -          | N/D                      | Montevideo                          | 25 de agosto de 1825     |
| Provincia de Tarija                                                | Bandera de Tarija    | -           | N/D                | -                  | 183 116    | -          | N/D                      | San Bernardo de Tarija              | 30 de noviembre de 1826  |

## Historia

### En la era colonial
La palabra «provincia» era utilizada en la terminología colonial española para referirse a las principales divisiones territoriales, como las intendencias y las audiencias. En la cédula real de 27 de octubre de 1777 que constituyó definitivamente el virreinato del Río de la Plata, el rey de España menciona como «provincias» integrantes del virreinato a las de Buenos Aires, Paraguay, Tucumán, Potosí, Santa Cruz de la Sierra y Charcas:

(…) Don Juan José de Vertiz, Teniente General de mis Reales Ejércitos: Por mi cédula de 1.º de agosto del año próximo pasado, tuve por conveniente nombrar para Virey, Gobernador y Capitan General de las Provincias del Rio de la Plata, y distrito de la Audiencia de Charcas con los territorios de las ciudades de Mendoza y San Juan de la Frontera ó del Pico de la Gobernacion de Chile, al Capitan General de mis Reales Ejércitos don Pedro de Cevallos, mediante las circunstancias que entónces concurrian para ello, y durante se mantuviese este Capitan General en la comision á que fue destinado en esa América meridional. Y comprendiendo ya lo muy importante que es á mi Real servicio y bien de mis vasallos en esa parte de mis dominios la permanencia de esta dignidad, porque desde Lima á distancia de mil leguas no es posible atender al Gobierno de las espresadas Provincias tan remotas, ni cuidar á que el Virey de ellas dé la fuerza y conservacion de ellas en tiempo de guerra: He venido en resolver la continuacion del citado empleo de Virey, Gobernador y Capitan General de las Provincias de Buenos Aires, Paraguay, Tucuman, Potosi, Santa Cruz de la Sierra, Charcas, y de todos los corregimientos, pueblos y territorios á que se estiende la jurisdiccion de aquella Audiencia, comprendiéndose assi mismo bajo del propio mando y jurisdiccion, los territorios de las ciudades de Mendoza y San Juan del Pico, que estaban a cargo de la gobernacion de Chile, con absoluta independencia del Virey de Perú y del presidente de Chile (…)

El virreinato del Río de la Plata al momento de la denominada Revolución de Mayo (del 25 de mayo de 1810), estaba constituido por 8 intendencias y 4 gobernaciones político-militares subordinadas:
- Intendencia de Buenos Aires de la cual dependían:
  - Gobernación de Montevideo
  - Gobernación de las Misiones Guaraníes, reducida a una comandancia de armas que abarcaba los departamentos de Yapeyú, Candelaria y Concepción. El departamento de Santiago se incorporó al Paraguay en 1805 y el de San Miguel y parte de los de Yapeyú y Concepción estaban anexados por Portugal.
- Intendencia del Paraguay
- Intendencia de Córdoba del Tucumán
- Intendencia de Salta del Tucumán
- Intendencia de Potosí
- Intendencia de Charcas
- Intendencia de La Paz
- Intendencia de Cochabamba

Bajo supervisión del presidente de la Real Audiencia de Charcas:
- Gobernación de Moxos
- Gobernación de Chiquitos

Cada intendencia o gobernación, a su vez, se dividía en partidos, existiendo además dentro de la jurisdicción de Buenos Aires varias comandancias militares directamente subordinadas al virrey, tales como: la Comandancia de Patagones, la Comandancia de las Islas Malvinas, la Comandancia de Maldonado, la Comandancia de Colonia, la Comandancia de Santa Teresa y el presidio de Martín García.

### Desde la Revolución de Mayo
La Junta Grande creó el 10 de febrero de 1811 las juntas provinciales, formadas por un gobernador intendente y cuatro vocales. El Primer Triunvirato las suprimió el 7 de febrero de 1812 estableciendo un régimen unitario.
La Asamblea del Año XIII dictó un proyecto constitucional en el que en su artículo 4 establecía: «El Territorio del Estado comprehende(sic) las Provincias de Buenos Aires, Paraguay, Córdoba, Salta, Potosí, Charcas, Cochabamba, La Paz, Cuyo y Banda Oriental».

### Las provincias que hoy no integran la República Argentina
Las Provincias Unidas del Río de la Plata, como sucesoras del virreinato del mismo nombre, adoptaron la denominación de «provincia» para referirse a las unidades territoriales capaces de generar una voluntad política, en un sentido equivalente a estado.
En los primeros años posteriores a la Revolución de Mayo de 1810, el proceso de constitución de las Provincias Unidas incluyó, con distintos grados de vinculación política, a ocho «provincias» que finalmente no integraron la República Argentina. Esas ocho provincias fueron la Banda Oriental, Misiones Orientales, Paraguay, Tarija, Potosí, Charcas, Cochabamba y La Paz. Estas últimas cuatro integraban a su vez un ámbito mayor conocido con el nombre de «Alto Perú».

#### Paraguay
La Junta Grande de Buenos Aires aceptó por nota del 28 de agosto de 1811 el autogobierno de la provincia del Paraguay en los siguientes términos: Si es la voluntad decidida de esa provincia gobernarse por sí y con independencia del gobierno provisional, no nos opondremos a ello. El 12 de octubre de 1811 se firmó un Tratado de Amistad, Auxilio y Comercio, por medio del cual la provincia del Paraguay aceptaba formar parte de una confederación con las demás del Río de la Plata y mantenía su autogobierno en espera de un congreso general de todas las provincias. El Segundo Congreso paraguayo el 12 de octubre de 1813 adoptó el nombre de República del Paraguay, sin embargo, no se proclamó formalmente la independencia hasta el 25 de noviembre de 1842. La Confederación Argentina continuó considerándola una provincia hasta la firma del Acta de reconocimiento de la soberanía e independencia de la República del Paraguay por la Confederación Argentina en Asunción el 17 de julio de 1852, que fue rechazado por el Congreso de la Confederación (con sede en Paraná) en septiembre de 1855. Un nuevo tratado reconociendo la independencia fue firmado el 29 de julio de 1856, ratificado por el Congreso de la Confederación el 26 de septiembre y por el Gobierno paraguayo el 15 de octubre.

#### Provincias del Alto Perú y Tarija
Las provincias del Alto Perú solo estuvieron temporalmente bajo control del Gobierno con sede en Buenos Aires durante las incursiones del Ejército auxiliar del Perú.
El Congreso General Constituyente de Buenos Aires, por decreto de 9 de mayo de 1825, declaró que aunque las cuatro provincias del Alto Perú, han pertenecido siempre a este Estado, es la voluntad del congreso general constituyente, que ellas queden en plena libertad para disponer de su suerte, según crean convenir a sus intereses y a su felicidad, despejando el camino a la independencia altoperuana proclamada por la Asamblea Deliberante en Chuquisaca el 6 de agosto de 1825. Las provincias independizadas eran: La Paz, Charcas, Cochabamba y Potosí. Santa Cruz de la Sierra (que incluía a los gobiernos de Moxos y Chiquitos), que también participó de la asamblea, había sido separada en 1811 de Cochabamba por los realistas y constituía una nueva provincia, no reconocida por Buenos Aires.
Provincia de Tarija: en 1810 el cabildo de Tarija adhirió a la Revolución de Mayo por lo que formó parte de las Provincias Unidas del Río de la Plata hasta el 26 de agosto de 1826. Al aproximarse las tropas subordinadas a Antonio José de Sucre pertenecientes al Ejército Unido Libertador del Perú, un cabildo abierto destituyó al teniente-gobernador de Tarija (dependiente de Salta). Ese cabildo abierto (dominado por los separatistas) pidió su incorporación a la recientemente creada República de Bolívar (luego Bolivia). El 3 de octubre de 1826 Sucre promulgó la ley boliviana que autorizó la incorporación de los diputados de Tarija al Congreso Constituyente de Bolivia, separando este territorio del resto de Argentina. Aunque Simón Bolívar reconoció la integridad de Tarija como parte de las Provincias Unidas del Río de la Plata, Tarija mantuvo su unión a Bolivia. En momentos en que se desarrollaba la Guerra argentino-brasileña el Congreso argentino por ley del 30 de noviembre de 1826 creó la Provincia de Tarija, incluyendo a Chichas y las actuales provincias bolivianas de Nor Lípez y Sud Lípez. Entre 1836 y 1837 se produjo la guerra entre las confederaciones Argentina y Peruano-Boliviana, que no logró cambiar el estado de situación respecto de Tarija, y Argentina mantuvo a Tarija nominalmente como una de sus provincia hasta que por el tratado del 10 de mayo de 1889 renunció a su reclamo sobre Tarija y Chichas. Bolivia en compensación cedió un territorio que había perdido militarmente: la Puna de Atacama, que se encontraba en poder de Chile luego de la guerra del Pacífico y que fue la base de la Gobernación De Los Andes...

#### Banda Oriental

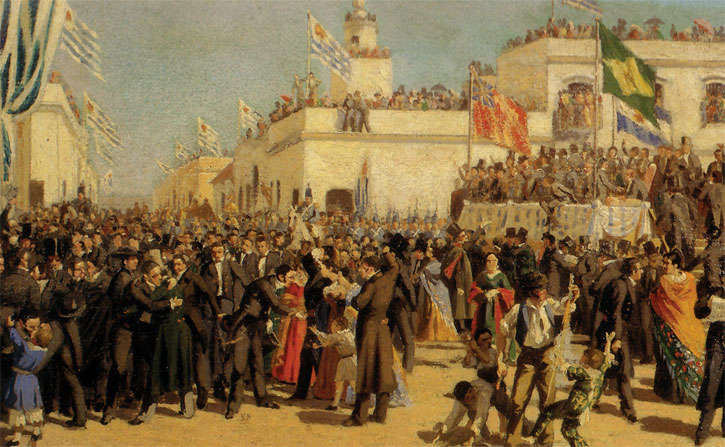
Boceto para la Jura de la Constitución de 1830, de Juan Manuel Blanes.

La provincia Oriental fue creada en 1813 por José Gervasio Artigas sobre la base del territorio conocido como Banda Oriental, y fue anexada al Reino Unido de Portugal, Brasil y Algarve el 18 de julio de 1821 con el nombre de provincia Cisplatina. Desde febrero de 1824 fue parte del Imperio del Brasil.
En las instrucciones de Artigas a los diputados a la Asamblea del Año XIII, están los límites que reclamaba para la provincia Oriental: desde la costa oriental del Uruguay hasta la fortaleza de Santa Teresa, incluidos los territorios ocupados por portugueses, los Pueblos de Misiones, los de Batoví, el fuerte de Santa Tecla, el fuerte de San Rafael y Tacuarembó.
El 25 de agosto de 1825 el Congreso de la Florida proclamó la reincorporación de la provincia Oriental a las Provincias Unidas del Río de la Plata, lo que fue reconocido por el Congreso General Constituyente en Buenos Aires el 24 de octubre de 1825.
Por medio de la Convención Preliminar de Paz que puso fin a la guerra del Brasil, se acordó la independencia de la provincia Oriental, que se hizo efectiva el 28 de agosto de 1828, creándose el Estado Oriental del Uruguay, que poco después cambió su nombre a la República Oriental del Uruguay.
La última oferta fue dada entre 1835 y 1838, durante la presidencia de Manuel Oribe. Juan Manuel de Rosas escribió una carta al presidente Oribe, con la sugerencia de reincorporar el Estado Oriental, a la Confederación Argentina. La propuesta fue oficialmente rechazada sin justificación, tal vez el motivo fue evitar otra guerra con el Imperio del Brasil.

#### Misiones Orientales
Las Misiones Orientales fueron parte del Gobierno de las Misiones Guaraníes hasta su anexión por Portugal en 1801 (Conquista portuguesa de las Misiones Orientales). Entre 1810 y 1820 el comandante guaraní Andrés Guazurary llegó a recuperar el control de gran parte del territorio ocupado.
Durante el transcurso de la guerra del Brasil (1825-1828) las tropas argentinas y orientales al mando de Fructuoso Rivera las ocuparon por un breve período, pero al final de la guerra quedaron para Brasil.
La disputa por las Misiones Orientales continúa con Brasil apoyando la guerra civil en Uruguay, bajo la cláusula de renuncia de derechos por parte de Uruguay. 
En 1851 el autodenominado Gobierno de la Defensa de Montevideo (colorado, probrasileño y prounitario) renunció formalmente a las reclamaciones uruguayas sobre las Misiones Orientales, lo que no fue aceptado por el Gobierno del Cerrito, integrado por los blancos, hasta ser derrotado en 1865 durante la guerra de la Triple Alianza.
Desde un poco antes, el Gobierno de la Confederación Argentina mantuvo sus reclamaciones sobre la zona de El Tapé (oeste de Río Grande del Sur y Santa Catarina) al Brasil hasta fines de 1851. En ese mismo año una coalición de unitarios, federales antirrosistas, y colorados uruguayos y además brasileños, hicieron un tratado por el cual el territorio fue reconocido a Brasil.
A pesar de esto se mantuvo la reclamación argentina sobre las Misiones Orientales mesopotámicas en el territorio al este de la actual provincia de Misiones.
La disputa territorial se resolvió en el Laudo de Cleveland sobre Misiones en 1890, mediante arbitrio estadounidense, siendo reconocido el territorio a Brasil, constituyendo a partir de ese momento parte de los actuales estados de Santa Catarina y Paraná.

### Formación de las 14 provincias confederadas
El Segundo Triunvirato creó el 29 de noviembre de 1813 la Gobernación Intendencia de Cuyo con las subdelegaciones de Mendoza, San Juan y San Luis, separándola de la Gobernación Intendencia de Córdoba del Tucumán.
En 1814 el comandante de la Bajada del Paraná, Eusebio Hereñú, reconoció a Artigas como Protector de la Liga de los Pueblos Libres desconociendo la dependencia de la Tenencia de Gobierno de Santa Fe y estableciendo de hecho la autonomía de la provincia de Entre Ríos, que fue proclamada el 23 de abril de 1814 tras el triunfo de Hereñú y Otorgués sobre las fuerzas del directorio en el combate de El Espinillo.
Un cabildo abierto reunido en Corrientes el 11 de marzo de 1814 eligió a Juan Bautista Méndez como gobernador de la provincia. El 20 de abril de ese año, el cabildo declaró la independencia de la provincia de Corrientes bajo el sistema federativo reconociendo al general José Gervasio de Artigas como Protector de los Pueblos Libres.
El 10 de septiembre de 1814 el director supremo Gervasio Antonio de Posadas dispuso por decreto separar de la Gobernación Intendencia de Buenos Aires a la provincia de Entre Ríos y a la provincia de Corrientes, erigiéndolas en gobernaciones intendencias, aunque ya lo eran de hecho. Los pueblos de Misiones al norte del río Miriñay fueron incluidos en la provincia de Corrientes y al sur de ese río en la provincia de Entre Ríos.
El 8 de octubre de 1814 el director supremo Posadas por medio de un decreto dividió a la Gobernación Intendencia de Salta del Tucumán en dos provincias: la Gobernación Intendencia de Salta y la Gobernación Intendencia del Tucumán. La primera incluía además de la ciudad capital de Salta, a Jujuy, Orán, Tarija, San Carlos, los valles Calchaquíes, valle de Lerma, Santa María y La Puna. La segunda con capital en San Miguel de Tucumán tenía jurisdicción además sobre Catamarca y Santiago del Estero.
El 26 de abril de 1815 mientras el gobierno central de Carlos María de Alvear caía por la rebelión de Ignacio Álvarez Thomas y Francisco Candioti se proclamó gobernador de Santa Fe dejando de ser una tenencia de gobierno de Buenos Aires, al fallecer ese mismo año Candioti, el 2 de septiembre de 1815, el cabildo santafesino restableció la dependencia del gobierno de Buenos Aires. En 1816 Mariano Vera y Estanislao López proclamaron la soberanía de la provincia y su ingreso a la Liga de los Pueblos Libres de Artigas. El 10 de mayo de 1816 Vera fue elegido gobernador de la provincia de Santa Fe.
Después del Motín de Arequito del 5 de enero de 1820 el Cabildo de Córdoba depuso al gobernador intendente Manuel Antonio de Castro y declaró la independencia federal de la provincia de Córdoba, nombrando al general Bustos, jefe de la sublevación de Arequito, gobernador de la provincia autónoma de Córdoba. En marzo se separó la provincia de La Rioja.
Luego de que el 9 de enero de 1820 se sublevara en San Juan el regimiento de Cazadores de los Andes, el 1 de marzo de 1820, San Luis y San Juan se separaron de la jurisdicción de Mendoza, disolviéndose la Gobernación Intendencia de Cuyo. A partir de ese día nacieron las provincias de: Mendoza, San Juan y San Luis.
Tras la disolución del Directorio y del Congreso, el gobernador intendente de Tucumán, coronel Bernabé Aráoz, erigió el 22 de marzo de 1820 la República Federal del Tucumán, integrada por los territorios que formaban la gobernación intendencia (Santiago del Estero, Catamarca y Tucumán). Sancionando una constitución el 6 de septiembre de 1820. Felipe Ibarra proclamó la autonomía de la provincia de Santiago del Estero 27 de abril de 1820 y el 25 de agosto de 1821, Nicolás Avellaneda y Tula proclamó la provincia de Catamarca, quedando la provincia de Tucumán reducida a sus límites actuales, pero subsistiendo hasta 1825 como República Federal del Tucumán, año en que el unitario Gregorio Aráoz de Lamadrid derrocó al presidente supremo Javier López.
Luego de la batalla de Cepeda del 1 de febrero de 1820, Estanislao López y Francisco Ramírez derrocaron al gobierno de José Rondeau en Buenos Aires, disolviéndose el Gobierno nacional. El 16 de febrero de 1820 la provincia de Buenos Aires se constituyó en entidad política autónoma, designándose a Manuel de Sarratea como gobernador, quien el 23 de febrero firmó el Tratado del Pilar, el cual principalmente proclamaba la unidad nacional y el sistema federal, asumiendo cada provincia su soberanía.
El 29 de septiembre de 1820 Francisco Ramírez creó la República de Entre Ríos subdividida entre los departamentos del Uruguay, del Paraná, Corrientes y Misiones. Tras la muerte de Ramírez, Ricardo López Jordán (padre) asumió el gobierno, pero el 23 de septiembre de 1821 Lucio Norberto Mansilla se proclamó gobernador, desapareciendo la República de Entre Ríos el 26 de noviembre, mientras Ramón de Atienza restablecía la provincia de Corrientes el 12 de octubre.
El Tratado del Cuadrilátero firmado el 25 de enero de 1822 reconoció la autonomía de la provincia de Misiones, fijando sus límites con Corrientes en el río Miriñay y la Tranquera de Loreto. Un congreso realizado en San Miguel en abril de 1824, proclamó a Félix de Aguirre como gobernador de Misiones con los territorios al sur del río Aguapey. El 14 de enero de 1827 fue destituido y su territorio ocupado por Corrientes que lo anexó el 1 de septiembre de 1832.
El 18 de noviembre de 1834 el teniente coronel José María Fascio llamó a un cabildo abierto en San Salvador de Jujuy, que aprobó la autonomía y lo nombró gobernador de la provincia de Jujuy, separándose de Salta, lo que no fue reconocido por las autoridades de la confederación hasta el 17 de diciembre de 1836.
Tras el derrocamiento del gobernador de Buenos Aires y encargado de las relaciones exteriores de la Confederación Argentina, Juan Manuel de Rosas, por parte del gobernador de Entre Ríos, Justo José de Urquiza al mando del Ejército Grande en la batalla de Caseros, se redactó una constitución federal para la Confederación Argentina que Urquiza promulgó el 1 de mayo de 1853. Sin embargo el 11 de septiembre de 1852 se segregó el Estado de Buenos Aires nombrándose gobernador a Manuel Guillermo Pinto. En 1854 este estado sancionó una constitución por la que reclamaba jurisdicción desde el Arroyo de El Medio hasta la entrada de la Cordillera en el mar, lindando por una línea al Oeste y Sud-Oeste con las faldas de las Cordilleras, y por el Norte y Este con los ríos Paraná y Plata y con el Atlántico. El 17 de septiembre de 1861 se produjo la batalla de Pavón con el triunfo de Buenos Aires al mando de Bartolomé Mitre, lo que dio lugar a la reunificación de Buenos Aires con las demás provincias y el nacimiento de la República Argentina organizada.

### Las provincias surgidas de los territorios nacionales

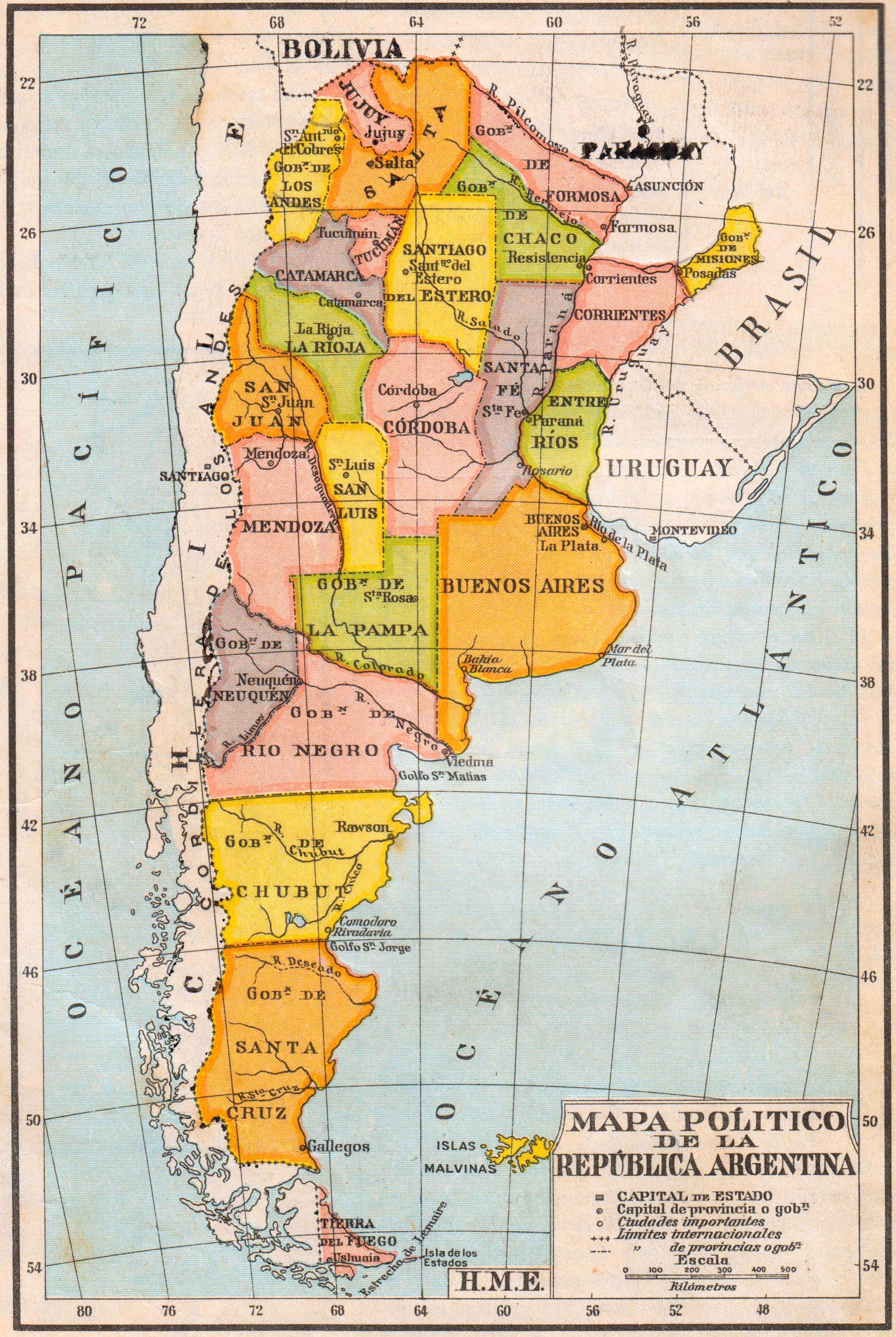
División política del país hacia 1940.

Nueve provincias fueron creadas mediante la provincialización de ocho territorios nacionales. Los «territorios nacionales» fueron un tipo de entidad política centralizada, a través de las cuales la Argentina inició un proceso de expansión territorial, luego de sancionadas las constituciones de 1853 y 1860.
El proceso se inició con la sanción de la Ley N.º 28 de fecha 17 de octubre de 1862, que dispuso que «todos los territorios existentes fuera de los límites o posesiones de las provincias son nacionales», sin precisar la ubicación de dichos territorios. Hasta entonces las provincias de Buenos Aires y Mendoza, además de Chile, mantenían pretensiones sobre extensos territorios ubicados en la Patagonia y la región pampeana, habitados hasta ese momento por las varios pueblos indígenas. Con esta norma se inició la gestión directa por parte del Estado nacional, de un territorio mayor que el que ocupaban las provincias y que adoptaría la denominación de «territorios nacionales».
En 1884 se sancionó la Ley de Territorios Nacionales N.º 1.532, dividiendo los territorios nacionales en nueve «gobernaciones»: La Pampa, El Neuquén, El Río Negro, El Chubut, Santa Cruz, La Tierra del Fuego, Misiones, Formosa y El Chaco. Las denominaciones legales de cada gobernación llevaba la preposición «de» antes del nombre identitario (ej. Gobernación del Chubut).
El proceso de creación de «territorios nacionales», fue parte de un proceso mayor de centralización y militarización del país, impuesto por el roquismo triunfante en 1880. mediante el establecimiento de amplias unidades políticas que no seguían el modelo organización en provincias, consagrado por las constituciones de 1853 y 1860. Por esta razón, la población de los territorios nacionales carecía de derechos políticos en el Estado nacional, no pudiendo elegir sus representantes, ni ser elegidos.
En 1951 comenzó el proceso de «provincialización» de los territorios nacionales. Todos ellos serían provincializados entre 1951 y 1955, pero en 1956 el gobierno de facto mantuvo sin provincializar el Territorio Nacional de la Tierra del Fuego, Antártida e Islas del Atlántico Sur, que recién sería provincializado en 1990.
Además de los nueve territorios nacionales que se transformaron en nuevas provincias, existió un décimo territorio nacional llamado Territorio Nacional de Los Andes, creado en 1900 y disuelto en 1943, siendo distribuido su territorio entre las provincias de Catamarca, Jujuy y Salta.

#### Territorios nacionales del noreste
En 1865 Argentina firmó un tratado de alianza con Brasil y Uruguay en contra del Paraguay, estipulándose que: «La República Argentina quedará dividida de la República del Paraguay, por los ríos Paraná y Paraguay, hasta encontrar los límites del Imperio del Brasil, siendo éstos, en la ribera derecha del Río Paraguay, la Bahía Negra».
La actual provincia de Formosa y una extensa porción del actual Chaco Boreal paraguayo hasta la Bahía Negra debían quedar en territorio argentino; en cumplimiento de ello, el general Emilio Mitre ocupó en octubre de 1869 Villa Occidental —que pasó a llamarse Villa Argentina—, frente a la ciudad de Asunción. El 31 de enero de 1872 el presidente Domingo Faustino Sarmiento creó por decreto el Territorio Nacional del Gran Chaco, con capital en Villa Argentina. Esta fue la primera entidad jurídica territorial que adoptó el nombre de «territorio nacional». En octubre de 1872 fue ratificado por la Ley N.º 576, aunque sin fijación de límites. Dos años antes había comenzado la guerra contra los pueblos indígenas del Chaco, que culminaría en 1917 con la ocupación del territorio y el sometimiento de las culturas indígenas al Estado argentino.
El 3 de febrero de 1876 Argentina y Paraguay firmaron un tratado trazando la frontera entre ambos países en los ríos Paraná, Paraguay y Pilcomayo, estableciendo que pertenecían al territorio argentino las áreas que a mediados del siglo siguiente conformarían la actuales provincias de Misiones y Formosa.
El 22 de diciembre de 1881 el Congreso de la Nación dispuso crear el Territorio Nacional de Misiones, que hasta ese momento pertenecía a la provincia de Corrientes. Corrientes completó la federalización del territorio, cediendo en 1882 la ciudad de Posadas, que fue incorporada como capital al territorio nacional de Misiones en 1884, por la Ley N.º 1.437.
La Ley N.º 1.532 de Territorios Nacionales sancionada el 16 de octubre de 1884, que estableció las jurisdicciones de todos los territorios nacionales del país, dispuso la división del Territorio Nacional del Gran Chaco, en dos territorios nacionales o gobernaciones: Territorio Nacional de Formosa y Territorio Nacional del Chaco, abarcando este último partes actuales de las provincias de Santa Fe (hasta 1886) y Santiago del Estero (hasta 1910).

#### Territorios nacionales del sur
La Ley N.º 215 del 13 de agosto de 1867 dispuso la ocupación por el ejército de las tierras pampeanas y norpatagónicas hasta la línea de los ríos Negro y Neuquén. Otra ley, la Ley N.º 947 del 5 de octubre de 1878 fijó los límites de las provincias de Buenos Aires, Santa Fe, Córdoba, San Luis y Mendoza con los territorios patagónicos.
La Gobernación de la Patagonia fue creada por la Ley N.º 954 del 11 de octubre de 1878. Se extendía nominalmente desde el límite fijado por la ley anterior hasta el cabo de Hornos, un territorio que por entonces se hallaba en poder de las culturas mapuche, tehuelche, ranquel, selk'nam, yámana y otros pueblos indígenas. Tanto Argentina como Chile pretendían ocupar ese territorio.
Entre fines de 1878 y principios de 1885 se llevó a cabo la guerra llamada Conquista del Desierto, por medio de la cual el Estado argentino tomó posesión de la Patagonia y la Pampa y sometió a los pueblos indígenas que habitaban esas tierras. En 1881 se firmó el Tratado de Límites con Chile.
Por la Ley N.º 1.265 del 24 de octubre de 1882 se dispuso la enajenación de las tierras de propiedad de la Nación, y a esos efectos se dividió la Gobernación de la Patagonia en dos distritos separados por los ríos Agrio, Neuquén y Negro, denominados La Pampa (o Pampa Central) y Patagonia, sin que se alterara su gobierno.
La Ley N.º 1.532 de Territorios Nacionales sancionada el 16 de octubre de 1884, que estableció las jurisdicciones de todos los territorios nacionales del país, dispuso la división de la Gobernación de la Patagonia, en seis territorios nacionales o gobernaciones: Territorio Nacional del Río Negro, Territorio Nacional de La Pampa, Territorio Nacional del Neuquén, Territorio Nacional del Chubut, Territorio Nacional de Santa Cruz y Gobernación de la Tierra del Fuego. El 24 de noviembre de 1884 asumieron los primeros gobernadores de las nuevas entidades y dejó de existir la unidad administrativa de la Patagonia argentina. Parte del territorio de la exgobernación de la Patagonia fue provincializado a favor de las provincias de Mendoza y San Luis.
El 7 de abril de 1948 por Decreto/Ley N.º 9.905, se estableció que el Sector Antártico Argentino pasara a ser dependencia de la Territorio Nacional de la Tierra del Fuego, que se había organizado como gobernación militar marítima por Decreto/Ley N.º 5.626 del 18 de agosto de 1943.

#### La provincialización de los territorios nacionales
Durante la presidencia de Juan Domingo Perón comenzó el proceso de provincialización de los territorios nacionales.
La Ley n.º 14037 del 8 de agosto de 1951 dispuso la provincialización del territorio nacional Del Chaco, que se constituyó por medio de una convención elegida democráticamente por su población que sesionó entre el 17 y el 21 de diciembre de 1951 y sancionó su constitución, en donde establecieron que el nombre sería provincia Presidente Perón. En septiembre de 1955, el dictador Eduardo Lonardi, cuando aún se encontraba en Córdoba y antes de asumir el cargo, dispuso anular el nombre elegido por la asamblea constituyente para la provincia, y estableció que se la debía designar con el nombre que le había impuesto el presidente Domingo F. Sarmiento en 1872, al incorporarla como territorio nacional: Del Chaco. El 27 de abril de 1956 el dictador Pedro Eugenio Aramburu dictó una proclama anulando la constitución nacional vigente y las constituciones provinciales, incluyendo la chaqueña. De este modo la provincia del Chaco quedó sin constitución. En 1957 la dictadura convocó a elegir una asamblea constituyente provincial, pero con la prohibición legal de que el partido peronista se presentara en las elecciones. El resultado fue la sanción de la Constitución chaqueña de 1957, cuya legitimidad estuvo en discusión, debido a que no fue sancionada democráticamente.
La Ley n.º 14037 dispuso también la provincialización del territorio nacional de La Pampa que se constituyó por medio de una convención elegida democráticamente por su población que sesionó entre el 17 y el 21 de diciembre de 1951 y sancionó su constitución, en donde establecieron que el nombre sería provincia Eva Perón. En septiembre de 1955, el dictador Eduardo Lonardi, cuando aún se encontraba en Córdoba y antes de asumir el cargo, dispuso anular el nombre elegido por la asamblea constituyente para la provincia, y estableció que se la debía designar con el nombre que le había impuesto el presidente Julio Argentino Roca en 1884, al incorporarla como territorio nacional: La Pampa. El 27 de abril de 1956 el dictador Pedro Eugenio Aramburu dictó una proclama anulando la constitución nacional vigente y las constituciones provinciales, incluyendo la de la provincia Eva Perón, que de este modo quedó sin constitución. En 1957 la dictadura convocó a elegir una asamblea constituyente provincial, pero con la prohibición legal de que el partido peronista se presentara en las elecciones; debido al retiro de los convencionales de la Unión Cívica Radical Intransigente, la asamblea quedó sin quorum y no pudo sesionar. En diciembre de 1959 el presidente Arturo Frondizi convocó a alecciones para elegir una asamblea constituyente provincial, prohibiendo la presentación en las elecciones del Partido Justicialista. El resultado fue la sanción de la Constitución pampeana de 1960, cuya legitimidad estuvo en discusión, debido a que no fue sancionada democráticamente.
El 10 de diciembre de 1953 la Ley N.º 14.294 dispuso la creación de la provincia de Misiones.
El 15 de junio de 1955 por la Ley N.º 14.408 fueron creadas las provincias de Formosa, Neuquén, Río Negro, Chubut y Patagonia. Esta última abarcaba desde el paralelo 46°S hasta el Polo Sur, incluyendo Santa Cruz, Tierra del Fuego, las islas del Atlántico Sur y el Sector Antártico Argentino, aunque no llegó a efectivizarse al ser anulada por la Revolución Libertadora.
El Decreto/Ley N.º 21.178 del 22 de noviembre de 1956 creó el Territorio Nacional de Tierra del Fuego, Antártida e Islas del Atlántico Sur y con el resto de la proyectada Patagonia se creó la provincia de Santa Cruz.
Finalmente, la Ley N.º 23.775 del 26 de abril de 1990 creó la provincia de Tierra del Fuego, Antártida e Islas del Atlántico Sur.

## Territorios que no llegaron a ser provincias

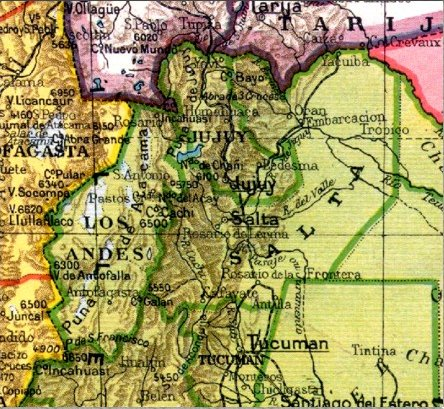
El Territorio de los Andes.

Además de los nueve territorios nacionales que se transformaron en provincias, hubo otras tres entidades políticas argentinas que nunca llegaron a ser una provincia, dos de los cuales tuvieron una existencia efímera.
El Territorio Nacional de los Andes fue creado en 1900 por la Ley N.º 390, ocupando el sector de la Puna de Atacama, adjudicado al país por el laudo arbitral de Buchanan, y el pueblo de San Antonio de los Cobres cedido por la provincia de Salta, pero debido a su ínfima población y desarrollo fue disuelto por Decreto/Ley N.º 9.375/1943, siendo su territorio repartido entre las provincias de Catamarca, Salta y Jujuy.
También existió brevemente la Zona Militar de Comodoro Rivadavia entre 1945 y 1955, que incluía sectores del sur del Chubut y el norte de Santa Cruz, desde el mar hasta la cordillera de los Andes. La razón de esta efímera unidad administrativa fue la protección de la explotación de hidrocarburos.
En 1982, en el marco de la guerra de las Malvinas, fue creada la Gobernación militar de las Islas Malvinas, Georgias del Sur y Sandwich del Sur, separada del Territorio Nacional de Tierra del Fuego, Antártida e Islas del Atlántico Sur al cual se reintegró al ser disuelta formalmente en 1985, aunque de hecho estos archipiélagos retornaron a la administración del Reino Unido en junio de 1982.

## Capitales federales de la Nación
El Territorio Federal de Entre Ríos o Territorio Federalizado de la Capital fue constituido el 24 de marzo de 1854 para que su capital, la ciudad de Paraná sirviera de capital provisional de la Confederación Argentina. Subsistió hasta el 1 de mayo de 1860 cuando fue desfederalizado y restablecida la provincia de Entre Ríos, continuando sin embargo solo la ciudad de Paraná como capital provisional de la Confederación hasta el 2 de diciembre de 1861, cuando se reintegró a Entre Ríos.
El 6 de agosto de 1862 una ley nacional federalizó por el lapso de tres años el territorio de la provincia de Buenos Aires, pero la Legislatura de esa provincia no prestó su conformidad. Por una ley de compromiso transitoria la ciudad de Buenos Aires sirvió de residencia de las autoridades federales entre 1863 y 1880, pero careciendo de autoridad administrativa inmediata sobre el territorio en que se alojaban. En 1869 el Congreso Nacional sancionó un proyecto de ley mediante el cual la capital de la Nación pasaba a ubicarse en la ciudad de Rosario, pero fue vetado por el Poder ejecutivo. El 19 de septiembre de 1871 el Congreso de la Nación, sancionó otra ley que establecía la federalización de un área a definir de 26 kilómetros por costado del punto denominado Villa María en la provincia de Córdoba, pero de nuevo veta vetada por el Poder ejecutivo. Buenos Aires fue federalizada mediante la Ley N.º 1.029 de 21 de septiembre de 1880. Tras la reforma de la Constitución Argentina de 1994 la ciudad pudo contar con su propio estatuto organizativo y con un gobierno autónomo de elección directa.
El Proyecto de Distrito Federal Viedma-Carmen de Patagones fue un discontinuado intento de crear un nuevo distrito en el cual iba a estar situada la nueva capital federal de Argentina, creada por la Ley N.º 23.512, la cual fue sancionada por el Congreso de la Nación el 27 de mayo de 1987 a iniciativa de un proyecto de ley presentado en 1986 por el entonces presidente Raúl Alfonsín. El traslado de la capital a la comarca Viedma-Carmen de Patagones no se llevó a efecto -pese a que las provincias de Buenos Aires y Río Negro cedieron condicionalmente los territorios afectados- y llegó jurídicamente a su fin con la derogación de la Ley N.º 23.512, al sancionarse el Digesto Jurídico Argentino, el 21 de mayo de 2014.

## Proyectos de creación de nuevos territorios nacionales que no se cumplieron
En septiembre de 1871 se presentó un proyecto de ley que no se sancionó, que organizaba los territorios fuera de las jurisdicciones de las provincias en los siguientes: 
- En el Gran Chaco: del Pilcomayo, del Bermejo y del Gran Chaco.
- De Misiones.
- En La Pampa y la Patagonia: de la Pampa, del Río Negro, del Chubut, de la Patagonia, de Magallanes (en litigio con Chile), del Limay y de los Andes.

Entre 1881 y 1884 existió el proyecto de ceder a la Nación los departamentos Orán, Iruya, Rivadavia, San Martín y Santa Victoria de la provincia de Salta, para constituir el Territorio Nacional de Orán con capital en San Ramón de la Nueva Orán, pero no llegó a materializarse.
El 16 de septiembre de 1914 el Poder Ejecutivo Nacional envió un proyecto de ley para crear tres territorios nacionales en la Patagonia denominados Los Lagos, Patagonia y San Martín. El 19 de septiembre de 1916 el proyecto fue postergado indefinidamente.

## Proyectos de creación de nuevas provincias que no se cumplieron
La Provincia de Patagonia fue establecida el 28 de junio de 1955, por la ley N.º 14.408. Abarcaba los territorios de lo que hoy es Santa Cruz y Tierra del Fuego. Sin embargo, nunca llegó constituirse plenamente debido al golpe de Estado de ese año. Fue anulada un año después mediante decreto-ley N.º 21.178, creándose la provincia de Santa Cruz y el Territorio Nacional de Tierra del Fuego en su lugar.
En 1987, el presidente Raúl Alfonsín propuso la creación de la Provincia del Río de la Plata, que abarcaría el conurbano bonaerense y la ciudad de Buenos Aires. El proyecto fue desechado y reemplazado por la provincialización de la ciudad de Buenos Aires, pero tampoco pudo establecerse.
En 2015, Esteban Bullrich y otros políticos del Propuesta Republicana propusieron dividir la provincia de Buenos Aires en cinco provincias. Estas serían: la provincia de Buenos Aires Norte, Buenos Aires Sur, Buenos Aires Atlántica, Luján y Río de la Plata.
En 2017, un grupo de periodistas presentaron un proyecto para la creación de la Provincia Malvinas Argentinas, separada de la Provincia de Tierra del Fuego, con capital en Puerto Parry. El territorio abarcaría la totalidad de la Isla de los Estados, mientras reclamaría los actuales territorios del Departamento Islas del Atlántico Sur y Antártida Argentina. El proyecto fue rechazado por el gobierno de Tierra del Fuego.

## Competencias provinciales
Las provincias tienen de jure todos los poderes que no han sido delegados expresamente en el gobierno federal (art. 121 Constitución Nacional). Administran justicia sobre las personas, y las cosas que no se hallen bajo jurisdicción federal, establecida esta última en los artículos 116 y 117 de la Constitución federal. Como correlato de esta facultad de administrar justicia tienen sus propios magistrados y tribunales o supremas cortes locales, que son la última instancia en la justicia ordinaria provincial, dictan también sus propios Código de Procedimiento (Civil y Comercial, Penal) esta facultad es ejercida por el Congreso en la Capital Federal según el art. 75 inc. 30 de la Constitución, facultad que aún conserva el Congreso a pesar de la creación de la Ciudad Autónoma de Buenos Aires.
Tienen bajo su mando el sistema de salud y el sistema educativo. Asimismo, y a diferencia de lo que ocurre en otros países federales latinoamericanos, como México y Venezuela, donde es la constitución nacional la que lo reglamenta, las provincias argentinas regulan el régimen municipal, garantizando solamente por imperio de la constitución federal la autonomía de los municipios.
Según el art. 126 de la Constitución Nacional:

Las provincias no ejercen el poder delegado a la Nación. No pueden celebrar tratados parciales de carácter político; ni expedir leyes sobre comercio, o navegación interior o exterior; ni establecer aduanas provinciales; ni acuñar moneda; ni establecer bancos con facultad de emitir billetes, sin autorización del Congreso Federal; ni dictar los códigos Civil, Comercial, Penal y de Minería, después de que el Congreso los haya sancionado; ni dictar especialmente leyes sobre ciudadanía y naturalización, bancarrotas, falsificación de moneda o documentos del Estado; ni establecer derechos de tonelaje; ni armar buques de guerra o levantar ejércitos, salvo en el caso de invasión exterior o de un peligro tan inminente que no admita dilación dando luego cuenta al Gobierno Federal; ni nombrar o recibir agentes extranjeros.

Las milicias provinciales fueron suprimidas por decreto del presidente Julio Argentino Roca de 1881, aunque aún se contemplan en algunas constituciones provinciales (vgr. Constitución de la provincia de Corrientes de 2007: art. 162 inc. 13: el Gobernador... Es Jefe superior de las milicias provinciales y dispone de ellas en los casos que establece la Constitución y las leyes nacionales)
Se organizan internamente según sus intereses, eligiendo sus poderes ejecutivo y legislativo, cuyo régimen son libres de determinar. Pueden celebrar entre sí toda clase de convenios de tipo judicial, económico o social con conocimiento del Congreso federal legislativo y sin necesidad de su aprobación (ejemplos de estos tratados lo son los tratados de regionalización que en cada caso crearon las regiones para el desarrollo económico y social).
El gobierno federal no puede intervenir en los asuntos de política doméstica de una provincia, el Poder Ejecutivo Nacional solo está facultado para intervenir una provincia a fin de asegurar la forma republicana de gobierno o repeler invasiones extranjeras, previo acuerdo del Congreso Nacional.
Las provincias de Buenos Aires, Río Negro, Chubut, Santa Cruz, y Tierra del Fuego, Antártida e Islas del Atlántico Sur poseen litoral marítimo y la propiedad de los yacimientos de hidrocarburos (Ley n.º 24.145) y los recursos vivos en las aguas interiores y mar territorial argentino adyacente a sus costas, hasta las doce millas marinas medidas desde las líneas de base (Ley Federal de Pesca n.º 24.922).

## Gobiernos provinciales

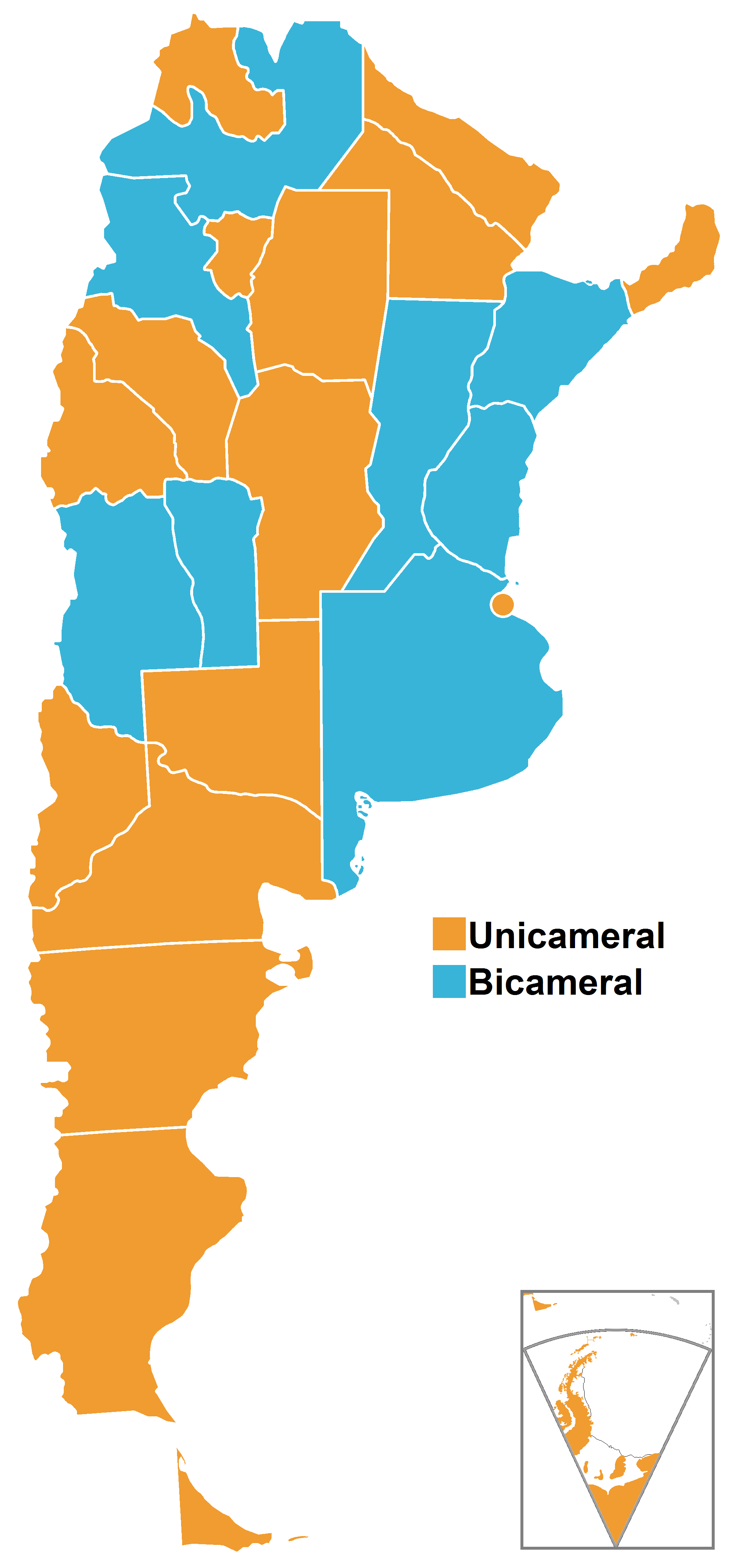
Tipos de legislaturas provinciales de Argentina.

Debido al sistema federal adoptado por la Constitución, las provincias son autónomas y mantienen todo el poder no delegado explícitamente al gobierno federal.
Todas las provincias cuentan con una constitución republicana y representativa que organiza sus propios poderes, ejecutivo, legislativo y judicial, y regula el régimen de autonomía municipal. Las provincias pueden sancionar leyes sobre cuestiones no federales, pero las principales leyes comunes (civiles, comerciales, penales, laborales, de seguridad social y de minería) están reservadas al Congreso Nacional (Constitución Nacional, artículo 75, inciso 12).
En todas las provincias, el poder ejecutivo está a cargo de un gobernador que dura en sus funciones cuatro años y que, en general, puede ser reelegido. El poder legislativo en algunas provincias está ejercido por una legislatura unicameral y en otras por una legislatura bicameral. Todas las provincias cuentan con un poder judicial con su correspondiente Corte Superior provincial y tribunales encargados de resolver los conflictos regidos por la ley común (civil, penal, comercial, laboral, administrativo local).
La Ciudad Autónoma de Buenos Aires tiene un régimen especial de autonomía, de tal forma que sin llevar el título de «provincia», funciona igual a una provincia, similar a lo que pasa en México con la Ciudad de México, que siendo una ciudad tiene plenamente el rango de «Estado». Desde 1996 la ciudad de Buenos Aires tiene una Constitución propia de rango provincial y elige a su propio gobernador, el cual lleva el título de «Jefe de Gobierno». Desde 2005, Buenos Aires está dividida en comunas y desde 2011 se eligen la mesa o junta comunal que rige en cada comuna. Una ley sancionada en 1880 la confirmó como capital de la República y la federalizó, separándola de la provincia de Buenos Aires. Su organización política cuenta también con una Constitución republicana que establece un gobierno dividido en tres poderes (ejecutivo, legislativo y judicial) y un régimen de descentralización en comunas. Las restricciones en materia de autonomía han influido para que hasta 2006 careciera de policía propia y un sistema judicial para resolver conflictos motivados en la aplicación de las leyes comunes. El titular del poder ejecutivo lleva el título de jefe de Gobierno de la Ciudad de Buenos Aires. A 2020, dieciséis de las veinticuatro jurisdicciones de primer orden tienen Legislaturas unicamerales, en tanto todos los concejos deliberantes a lo largo de todo el país también son de cámara única.
La Constitución Nacional pide a cada provincia la organización de un régimen municipal y reconoce a los municipios su autonomía.
Los municipios dirigen los destinos de cada ciudad o pueblo; por lo general, su jurisdicción se extiende a la zona rural aledaña y, en ocasiones, abarca localidades menores.

### Poder ejecutivo

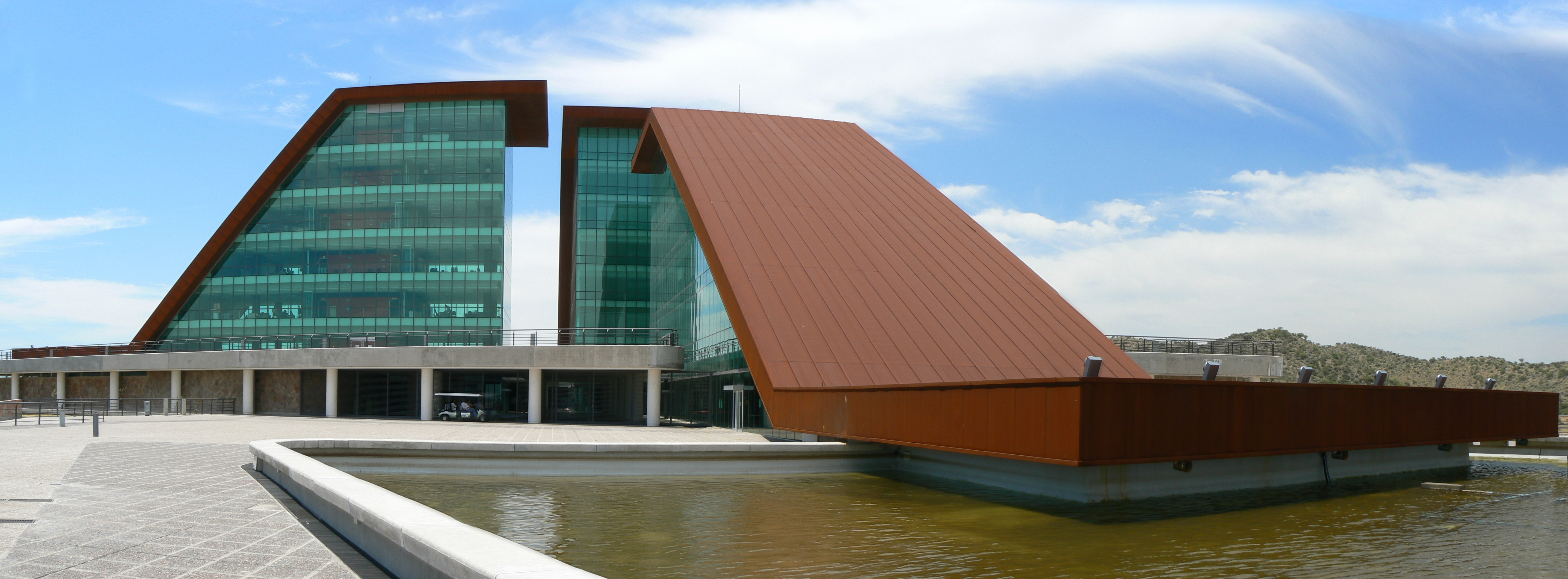
Centro cívico, Sede del Poder Ejecutivo de la provincia de San Luis.

El poder ejecutivo de las provincias argentinas en todos los casos está a cargo de una persona con el título de gobernador. En todas las provincias el gobernador tiene un mandato de cuatro años, aunque es potestad de cada una establecer los plazos en la Constitución. En algunos casos puede ser reelegido indefinidamente y en otros no. En todos los casos cuando se elige al gobernador también se elige a un vicegobernador con el fin de reemplazarlo en caso de ausencia, enfermedad, incapacidad o muerte.
- Dos provincias permiten la reelección indefinida: Formosa y Santa Cruz.
- Una provincia permite la reelección por dos períodos adicionales: San Juan.
- Diecisiete territorios permiten la reelección por un mandato adicional: Buenos Aires, ciudad de Buenos Aires, Chaco, Chubut, Córdoba, Corrientes, Entre Ríos, Jujuy, La Pampa, La Rioja, Misiones, Neuquén, Río Negro, Salta, San Luis, Santiago del Estero, Tierra del Fuego, Catamarca y Tucumán.
- Dos provincias permiten la reelección pero no de manera consecutiva: Mendoza y Santa Fe.

Tres provincias (Chaco, Corrientes y Tierra del Fuego, Antártida e Islas del Atlántico Sur), contemplan la posibilidad de una segunda vuelta para la elección de gobernador y vice. En Chaco y Corrientes corresponde segunda vuelta entre las dos fórmulas más votadas, cuando el candidato más votado no hubiera alcanzado el 45 % de los votos, o superando el 40 % no hubiera superado a la segunda fuerza por más de diez puntos porcentuales. En Tierra del Fuego, Antártida e Islas del Atlántico Sur, corresponde la segunda vuelta, si ninguna fórmula obtiene la mayoría absoluta.

### Poder legislativo

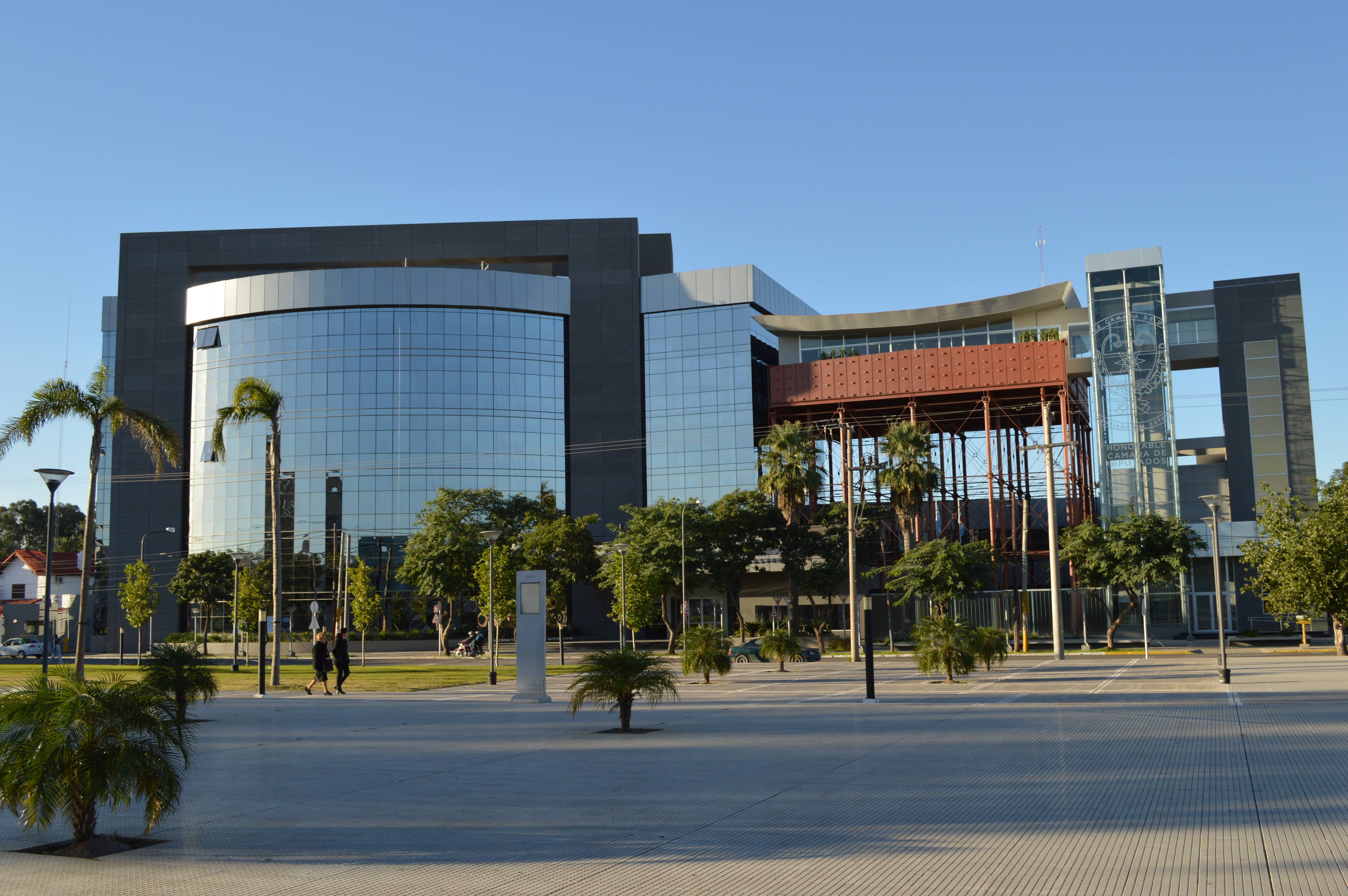
Sede del Poder Legislativo de Santiago del Estero.

Todas las provincias cuentan con un poder legislativo con la facultad de sancionar leyes en todas las materias no expresamente delegadas al Poder Legislativo Nacional, las que se encuentran taxativamente determinadas en el art. 75 de la Constitución Nacional. Algunas provincias cuentan con poderes legislativos bicamerales (senadores y diputados) y otras solo unicamerales (solo diputados o representantes). En aquellas que tienen dos cámaras normalmente los senadores representan a las secciones o departamentos en los que se divide la provincia.
| Provincia              | Legislatura              | Nivel      | Escaños | Mandato (años) | Renovación              | Sistema electoral | Distrito electoral      | Piso electoral       |
| ---------------------- | ------------------------ | ---------- | ------- | -------------- | ----------------------- | --- | ----------------------- | -------------------- |
| Buenos Aires           | Cámara de Diputados      | Baja       | 92      | 4              | Por mitades cada 2 años | Representación proporcional | 8 secciones electorales | Cociente Hare        |
| Buenos Aires           | Senado                   | Alta       | 46      | 4              | Por mitades cada 2 años | Representación proporcional | 8 secciones electorales | Cociente Hare        |
| Ciudad de Buenos Aires | Legislatura              | Unicameral | 60      | 4              | Por mitades cada 2 años | Representación proporcional | Ciudad                  | 3 % de votos válidos |
| Catamarca              | Cámara de Diputados      | Baja       | 41      | 4              | Por mitades cada 2 años | Representación proporcional | Provincia               | 3 % del padrón       |
| Catamarca              | Cámara de Senadores      | Alta       | 16      | 4              | Por mitades cada 2 años | Escrutinio mayoritario uninominal | Departamentos           | Ninguno              |
| Chaco                  | Cámara de Diputados      | Unicameral | 32      | 4              | Por mitades cada 2 años | Representación proporcional | Provincia               | Ninguno              |
| Chubut                 | Legislatura              | Unicameral | 27      | 4              | Completa                | - 16: Bonificación a la mayoría - 11: Representación proporcional                                                                         | Provincia               | 3 % del padrón       |
| Córdoba                | Legislatura              | Unicameral | 70      | 4              | Completa                | Voto paralelo: | Voto paralelo:          | Voto paralelo:       |
| Córdoba                | Legislatura              | Unicameral | 70      | 4              | Completa                | 44: Representación proporcional | Provincia               | Ninguno              |
| Córdoba                | Legislatura              | Unicameral | 70      | 4              | Completa                | 26: Escrutinio mayoritario uninominal | Departamentos           | Ninguno              |
| Corrientes             | Cámara de Diputados      | Baja       | 30      | 4              | Por mitades cada 2 años | Representación proporcional | Provincia               | 3 % del padrón       |
| Corrientes             | Cámara de Senadores      | Alta       | 15      | 6              | Por tercios cada 2 años | Representación proporcional | Provincia               | 3 % del padrón       |
| Entre Ríos             | Cámara de Diputados      | Baja       | 34      | 4              | Completa                | - 18: Bonificación a la mayoría - 16: Representación proporcional                                                                         | Provincia               | Cociente Hare        |
| Entre Ríos             | Cámara de Senadores      | Alta       | 17      | 4              | Completa                | Escrutinio mayoritario uninominal | Departamentos           | Ninguno              |
| Formosa                | Cámara de Diputados      | Unicameral | 30      | 4              | Por mitades cada 2 años | Lista incompleta con doble voto simultáneo: - 2/3 de bancas para el partido más votado - 1/3 de bancas para el segundo partido más votado | Provincia               | Ninguno              |
| Jujuy                  | Legislatura              | Unicameral | 48      | 4              | Por mitades cada 2 años | Representación proporcional | Provincia               | 5 % del padrón       |
| La Pampa               | Cámara de Diputados      | Unicameral | 30      | 4              | Completa                | Representación proporcional | Provincia               | 3 % del padrón       |
| La Rioja               | Legislatura              | Unicameral | 36      | 4              | Por mitades cada 2 años | 24: Representación proporcional | Departamentos           | 3 % del padrón       |
| La Rioja               | Legislatura              | Unicameral | 36      | 4              | Por mitades cada 2 años | 12: Escrutinio mayoritario uninominal | Departamentos           | 3 % del padrón       |
| Mendoza                | Cámara de Diputados      | Baja       | 48      | 4              | Por mitades cada 2 años | Representación proporcional | 4 secciones electorales | 3 % del padrón       |
| Mendoza                | Cámara de Senadores      | Alta       | 38      | 4              | Por mitades cada 2 años | Representación proporcional | 4 secciones electorales | 3 % del padrón       |
| Misiones               | Cámara de Representantes | Unicameral | 40      | 4              | Por mitades cada 2 años | Representación proporcional | Provincia               | Ninguno              |
| Neuquén                | Legislatura              | Unicameral | 35      | 4              | Completa                | Representación proporcional | Provincia               | 3 % de votos válidos |
| Río Negro              | Legislatura              | Unicameral | 46      | 4              | Completa                | Voto paralelo: | Voto paralelo:          | Voto paralelo:       |
| Río Negro              | Legislatura              | Unicameral | 46      | 4              | Completa                | 22: Representación proporcional | Provincia               | 5 % de votos válidos |
| Río Negro              | Legislatura              | Unicameral | 46      | 4              | Completa                | 24: Representación proporcional | 8 circuitos electorales | 5 % de votos válidos |
| Salta                  | Cámara de Diputados      | Baja       | 60      | 4              | Por mitades cada 2 años | 47: Representación proporcional | Departamentos           | 5 % de votos válidos |
| Salta                  | Cámara de Diputados      | Baja       | 60      | 4              | Por mitades cada 2 años | 13: Escrutinio mayoritario uninominal | Departamentos           | 5 % de votos válidos |
| Salta                  | Cámara de Senadores      | Alta       | 23      | 4              | Por mitades cada 2 años | Escrutinio mayoritario uninominal | Departamentos           | Ninguno              |
| San Juan               | Cámara de Diputados      | Unicameral | 36      | 4              | Completa                | Voto paralelo: | Voto paralelo:          | Voto paralelo:       |
| San Juan               | Cámara de Diputados      | Unicameral | 36      | 4              | Completa                | 17: Representación proporcional | Provincia               | 3% de votos válidos  |
| San Juan               | Cámara de Diputados      | Unicameral | 36      | 4              | Completa                | 19: Escrutinio mayoritario uninominal | Departamentos           | Ninguno              |
| San Luis               | Cámara de Diputados      | Baja       | 43      | 4              | Por mitades cada 2 años | Representación proporcional | Departamentos           | 3 % del padrón       |
| San Luis               | Cámara de Senadores      | Alta       | 9       | 4              | Por mitades cada 2 años | Escrutinio mayoritario uninominal | Departamentos           | Ninguno              |
| Santa Cruz             | Cámara de Diputados      | Unicameral | 24      | 4              | Completa                | Voto paralelo: | Voto paralelo:          | Voto paralelo:       |
| Santa Cruz             | Cámara de Diputados      | Unicameral | 24      | 4              | Completa                | 10: Representación proporcional con doble voto simultáneo                                                                                 | Provincia               | 3 % del padrón       |
| Santa Cruz             | Cámara de Diputados      | Unicameral | 24      | 4              | Completa                | 14: Escrutinio mayoritario uninominal con doble voto simultáneo                                                                           | Municipios              | 3 % del padrón       |
| Santa Fe               | Cámara de Diputados      | Baja       | 50      | 4              | Completa                | - 28: Bonificación a la mayoría - 22: Representación proporcional                                                                         | Provincia               | 3 % de votos válidos |
| Santa Fe               | Cámara de Senadores      | Alta       | 19      | 4              | Completa                | Escrutinio mayoritario uninominal | Departamentos           | Ninguno              |
| Santiago del Estero    | Cámara de Diputados      | Unicameral | 40      | 4              | Completa                | Representación proporcional | Provincia               | 2 % de votos válidos |
| Tierra del Fuego       | Legislatura              | Unicameral | 15      | 4              | Completa                | Representación proporcional | Provincia               | 5 % de votos válidos |
| Tucumán                | Legislatura              | Unicameral | 49      | 4              | Completa                | Representación proporcional | 3 secciones electorales | Ninguno              |

### Poder judicial

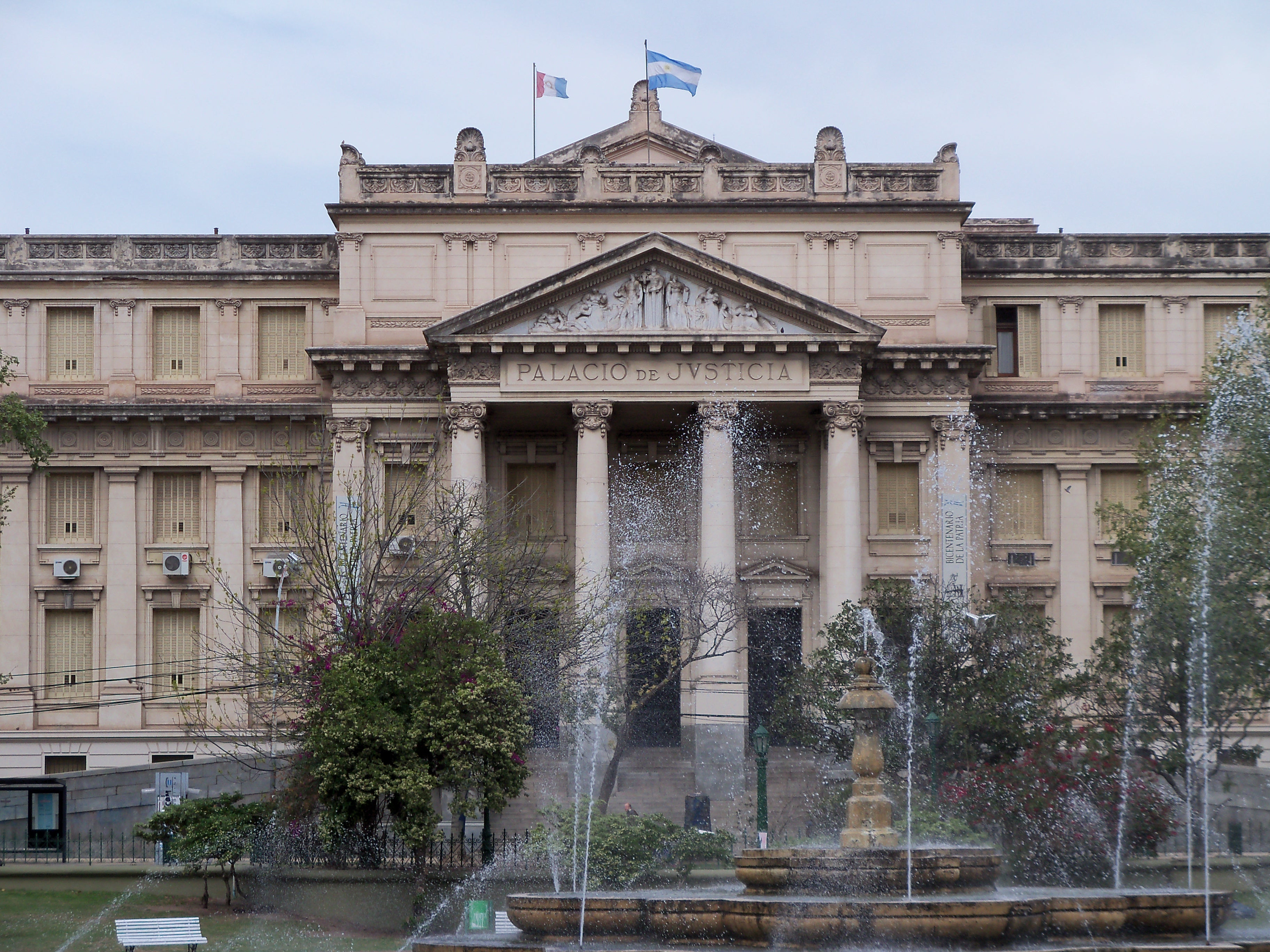
Palacio de Justicia, Sede del Poder Judicial de Córdoba.

Todas las provincias cuentan con un poder judicial integrado por una Suprema Corte de Justicia (que suele recibir diferentes denominaciones, tales como Superior Tribunal de Justicia), cámaras de apelación y tribunales inferiores.
Los tribunales provinciales deben resolver todos los conflictos derivados de la legislación común (civil, comercial, laboral, penal), aunque las leyes hayan sido dictadas por el Congreso Nacional. Por el contrario no pueden intervenir en conflictos regulados por leyes estrictamente federales.

### Régimen municipal
Cada provincia tiene entre las potestades delegadas por el gobierno federal (art. 5 de la Constitución Nacional) la de organizar el régimen municipal asegurando la autonomía de los municipios y reglando su alcance y contenido en el orden institucional, político, administrativo, económico y financiero. Sobre estas bases, las provincias argentinas han organizado diferentes sistemas municipales.

## Regiones para el desarrollo económico y social
Las regiones para el desarrollo económico y social o simplemente regiones, son entidades de coordinación formalmente constituidas en Argentina por tratados interprovinciales, que agrupan a un número de provincias que acceden voluntariamente. Entre sus principales objetivos está la mejora en la ejecución de políticas públicas, de la administración de los recursos económicos, y el favorecimiento del desarrollo económico y social de las provincias que las integran. La conformación de una región puede responde a aspectos históricos, geográficos, económicos, sociales, culturales y políticos, no existiendo ningún criterio establecido para su conformación.
Las regiones fueron previstas en la reforma de la constitución nacional de 1994:

Artículo 124. Las provincias podrán crear regiones para el desarrollo económico y social y establecer órganos con facultades para el cumplimiento de sus fines y podrán también celebrar convenios internacionales en tanto no sean incompatibles con la política exterior de la Nación y no afecten las facultades delegadas al Gobierno federal o el crédito público de la Nación; con conocimiento del Congreso Nacional. La ciudad de Buenos Aires tendrá el régimen que se establezca a tal efecto. Corresponde a las provincias el dominio originario de los recursos naturales existentes en su territorio.

### Regiones existentes
Existen cuatro regiones formalmente constituidas por los respectivos tratados interprovinciales:
- Región del Norte Grande Argentino: formada por las provincias de Catamarca, Corrientes, Chaco, Formosa, Jujuy, Misiones, Tucumán, Salta, y Santiago del Estero. Fue creada por el Tratado Parcial Interprovincial de Creación de la Región del Norte Grande Argentino del 9 de abril de 1999. En 2012 se integró La Rioja.
- Región del Nuevo Cuyo: formada inicialmente por las provincias de La Rioja, Mendoza, San Juan, y San Luis. Fue creada por el Tratado de Integración Económica del Nuevo Cuyo del 22 de enero de 1988. Desde 2012 La Rioja abandonó la región, que tomó desde entonces el nombre de Cuyo. Es la única de las cuatro regiones que no ha sido establecida en el marco del artículo n.º 124 de la Constitución nacional, por ser preexistente a la reforma constitucional de 1994.
- Región de la Patagonia: formada por las provincias de Chubut, La Pampa, Neuquén, Río Negro, Santa Cruz, y Tierra del Fuego, Antártida e Islas del Atlántico Sur. Fue creada por el Tratado Fundacional de la Región de la Patagonia del 26 de junio de 1996.
- Región Centro: formada por las provincias de Córdoba, Entre Ríos, y Santa Fe. Fue creada por el Tratado de Integración Regional del 15 de agosto de 1998, incorporándose la provincia de Entre Ríos el 6 de abril de 1999.